# Bahnička jednoplevá
Bahnička jednoplevá (Eleocharis uniglumis) je štíhlá trsnatá bylina, je jedním z téměř 120 druhů rodu bahnička (Eleocharis).

## Výskyt
Vyskytuje se v celé Evropě, od Islandu až po Turecko a dále ve Střední Asii, Afghánistánu, Íránu, Indii, Číně a Mongolsku, také roste v Severní Americe v Kanadě a ve Spojených státech amerických a na pobřeží severní Afriky, většinou v mírném podnebném pásmu.
Vyrůstá na zamokřených loukách a mokřinách v okolí jezer, rybníků a pravidelně se rozlévajících vodních toků, preferuje mírně kyselé půdy. Roste také v částečně zasolené půdě a místech kde zasahuje brakická voda.

## Popis
Je to vytrvalá rostlina s lodyhami vysokými 10 až 50 cm vyrůstající v trsech z plazivého oddenku. Štíhlé lodyhy asi 1 mm tlusté směrem vzhůru zužující se jsou lesklé, hladké, barvy trávozelené, část je jich jalových. Vespod mají pouze dvě, nejvýše tři objímavé, trvalé, fialové až žluté pochvy dlouhé 1 až 4 cm, často s viditelnými švy, od sebe vzdálené 10 až 25 mm. Plodná lodyha je zakončena jedním podlouhlým, štíhlým, kuželovitým klasem dlouhým od 5 do 10 cm. Mnohokvětý klas má vespod pouze jednu dokonale objímavou prázdnou plevu (viz druhové jméno) a výše větší počet (10 až 30) hnědých nebo purpurově červených vejčitých až podlouhle kopinatých, na okraji suchomázdřitých a na hřbetním kýlu zelených plev, v jejím úžlabí vyrůstá po jednom kvítku; plevy jsou v hořejší části zašpičatělé. Okvětí je nahrazeno většinou 4 až 5 světle hnědými, nazpět zahnutými štětinkami obklopujícími tři tyčinky zakončené tmavě žlutými prašníky. Semeník nese trvalou, vespod cibulkovitě ztloustlou čnělku která vypadá jako od semeníku zaškrcená, nahoře je rozeklaná do dvou blizen. Kvete v letních měsících. Plodem je vejčitá nebo obvejčitá hladká nažka žluté až hnědé barvy, na povrchu tečkovaná, s tupými hranami. Mívá rozměr asi 1,5 × 1,2 mm a je věnčena vytrvalou části čnělky.

## Taxonomie
Při nelehké taxonomii rodu Eleocharis, kdy jsou mnohé druhy na rozličných územích sobě různě podobné a některé jsou v jiných oblastech považovány jen za poddruhy, byly pro Evropu definovány tyto dva poddruhy bahničky jednoplevé:
- bahnička jednoplevá pravá (Eleocharis uniglumis (Link) Schult. subsp. uniglumis)
- bahnička jednoplevá Sternerova (Eleocharis uniglumis (Link) Schult. subsp. sterneri) Strandh.[7][8]

## Ohrožení
Mezi nezvěstné a pravděpodobně vyhynulé taxony (A2) – ?EX) je zařazen poddruh bahnička jednoplevá Sternerova, který se po několik desetiletí na známých lokalitách již nevyskytuje. Protože nebyl proveden detailní průzkum a lze tudíž soudit, že se tento poddruh může ještě někde vyskytovat aniž byl dosud poznám, nebyl ještě zařazen do kategorie vyhynulých (A1 – EX).
Mezi taxony silně ohrožené (C2 – EN), tj. mezi rostliny s prokazatelným trvalým ústupem, byl zařazen poddruh bahnička jednoplevá pravá, jeho zastoupení ve volné přírodě kleslo až k 50 % z původního počtu jedinců.